# Francisco Moreno
Francisco Pascasio Moreno, zvaný Perito (tj. odborník), (31. května 1852 – 22. listopadu 1919) byl argentinský objevitel. Zabýval se převážně Patagonií, kde je po něm pojmenován ledovec Perito Moreno (Moreno objevil jezero Argentino, v němž ledovec končí), stejně jako národní park táhož jména. Rovněž dal jméno hoře Cerro FitzRoy (podle námořníka Roberta FitzRoye). V roce 1888 založil Museo de La Plata, přírodovědné muzeum ve městě La Plata.
Roku 1910 byl zvolen poslancem argentinského parlamentu a věnoval se školství. V Buenos Aires založil školu pro chudé děti, později jednu z největších škol ve městě, a byl také spoluzakladatelem argentinského skautingu.